# Мегієрат
Мегієрат (рум. Măghierat) — село у повіті Алба в Румунії. Входить до складу комуни Охаба.
Село розташоване на відстані 253 км на північний захід від Бухареста, 18 км на схід від Алба-Юлії, 82 км на південь від Клуж-Напоки, 145 км на захід від Брашова.

## Населення
За даними перепису населення 2002 року у селі проживали 8 осіб, усі — румуни. Усі жителі села рідною мовою назвали румунську.